# Nicholas Latifi
Nicholas Latifi, född 29 juni 1995 i Montréal i Québec, är en kanadensisk racerförare som tidigare körde för Williams i Formel 1.
Latifi debuterade i Formel 1 2020 för Williams, där han ersatte Robert Kubica. Han har tidigare varit reservförare hos Renault 2016-2017, Force India och Racing Point 2018 samt Williams 2019. Latifi har parallellt med det även kört i GP2 Series och FIA Formula 2 Championship för DAMS. Tidigare har han bland annat kört i det italienska, europeiska och det brittiska F3-mästerskapet. Som bäst har han en 2:a plats i totalen i FIA Formula 2 Championship 2019.
Han var 2020-2022 den andra föraren från Montréal i Formel-1 vid sidan av Racing Points Lance Stroll.

## Personligt liv
Latifi är son till Michael Latifi, en iransk-kanadensisk affärsman som är VD för Sofina Foods, Inc. och äger också företaget Nidala. Michael Latifi investerade genom Nidala 200 miljoner pund (cirka 2,3 miljarder kronor) i McLaren -gruppen. Hans mor, Marilena Latifi (född Russo), en kanadensisk-italiensk med sicilianska föräldrar, föddes i familjen Saputo som grundade mejeriföretaget Saputo Inc.

## Formel 1-karriär
| Säsong            | Stall/Tillverkare | Placering         | Lopp | Poäng | Etta | Tvåa | Trea | Pole | Varv |
| ----------------- | ----------------- | ----------------- | ---- | ----- | ---- | ---- | ---- | ---- | ---- |
| 2020              | Williams-Mercedes | 21                | 17   | 0     | 0    | 0    | 0    | 0    | 0    |
| 2021              | Williams-Mercedes | 17                | 22   | 7     | 0    | 0    | 0    | 0    | 0    |
| 2022              | Williams-Mercedes | 20                | 22   | 2     | 0    | 0    | 0    | 0    | 0    |
| Sammanlagt (2022) | Sammanlagt (2022) | Sammanlagt (2022) | 61   | 9     | 0    | 0    | 0    | 0    | 0    |